# Please Come Home for Christmas
Please Come Home for Christmas è una canzone natalizia del cantante e pianista blues Charles Brown, pubblicato nel 1960 nel singolo Please Come Home For Christmas/Christmas (Comes But Once a Year). Il lato B è stato invece scritto ed interpretato da Amos Milburn.

## Tracce
1. Charles Brown – Please Come Home for Christmas – 2:50 (Brown, Redd)
2. Amos Milburn – Christmas (Comes But Once a Year) – 2:24 (Shubert, Milburn)

## Versione degli Eagles
Please Come Home for Christmas è un singolo del gruppo musicale statunitense Eagles, pubblicato nel 1978.

### Tracce
1. Please Come Home for Christmas – 2:57 (Brown, Redd)
2. Funky New Year – 3:59 (Henley, Frey)

### Formazione
- Glenn Frey - voce, chitarra acustica
- Joe Walsh - chitarra elettrica, cori
- Timothy B. Schmit - basso, cori
- Don Henley - batteria, percussioni, cori
- Don Felder - chitarra elettrica

### Classifiche
| Classifica                       | Posizione migliore |
| -------------------------------- | ------------------ |
| Australia                        | 42                 |
| Ultratop 50                      | 19                 |
| Billboard Canadian Singles Chart | 63                 |
| Billboard Japan Hot 100          | 88                 |
| RIANZ                            | 28                 |
| MegaCharts                       | 5                  |
| Official Singles Chart           | 30                 |
| Sverigetopplistan                | 15                 |
| Billboard Hot 100                | 18                 |
| Adult Contemporary               | 15                 |
| Svizzera                         | 61                 |

## Versione dei Bon Jovi
Please Come Home for Christmas è un singolo dei Bon Jovi pubblicato nel 1994.

### Video musicale
Il video è diretto dal famoso fotografo Herb Ritts.

### Tracce
1. Please Come Home for Christmas – 2:53 (Brown, Redd)
2. I Wish Every Day Could Be Like Christmas – 4:25 (Jon Bon Jovi)
3. Back Door Santa – 3:52 (Carter, Daniel)

### Formazione
- Jon Bon Jovi - voce
- Richie Sambora - chitarra solista, seconda voce
- David Bryan - tastiere, seconda voce
- Alec John Such - basso, seconda voce
- Tico Torres - batteria, percussioni

### Classifiche
| Classifica             | Posizione migliore |
| ---------------------- | ------------------ |
| Official Singles Chart | 7                  |

## Versione dei The Offspring
Bells Will Be Ringing (Please Come Home for Christmas) è un singolo del gruppo musicale statunitense The Offspring, pubblicato l'11 novembre 2022 dalla Concord Records.

### Tracce
1. Bells Will Be Ringing (Please Come Home for Christmas) – 4:00

### Formazione
- Dexter Holland - voce
- Noodles - chitarra
- Todd Morse - basso
- Josh Freese - batteria